# Federico Tarazona
Federico Tarazona (conocido como Fico Tarazona, 11 de junio de 1972) es un compositor y charanguista peruano.

## Biografía
Nació en Huaraz. Su infancia y juventud transcurrieron en los Centros de Aplicación de la Universidad La Cantuta, donde realizó sus estudios escolares y en donde tuvo también su primer contacto con el charango.
Recibió sus primeras lecciones de violín y solfeo de su padre a los 8 años de edad y un año después inició sus estudios de piano con su hermana. Aprendió a tocar el siku, o zampoña, con Pedro Rodríguez San Miguel en la escuela, y fue al mismo tiempo autodidacta para el aprendizaje del charango. A los doce años, fue invitado a formar parte de la Estudiantina Universitaria de La Cantuta, en donde participó durante casi cinco años.
Estudió guitarra clásica con Ricardo Barreda y composición con Walter Casas Napán en el Conservatorio Nacional de Música (CNAM) de Lima. También tomó clases particulares con Édgar Valcárcel y fue por cuatro años profesor de charango, solfeo, armonía y contrapunto en la Escuela Nacional Superior de Folklore José María Arguedas en la cátedra. Ahí comenzó a trabajar su libro en La Escuela Moderna del Charango. 
Obtuvo el Premio Nacional de Composición del CNAM de Lima en 1995, y el premio Southern Perú al talento musical en la rama de composición en 1997. 
Viajó a San Petersburgo, Rusia, donde realizó estudios de especialización con Genady Belov en el Conservatorio de San Petersburgo. Luego estudió composición y guitarra clásica con Sonja Prunnbauer en el Instituto Superior de Música de Friburgo en Friburgo, Alemania en donde fue becado también por la KAAD. También estudió análisis musical y escritura musical en el Conservatorio de Nancy, y actualmente realiza estudios de electroacústica en el Conservatorio de Amiens en Francia.
Destaca como concertista de charango, y da conciertos por todo el mundo. Ha trasladado con éxito las técnicas de la guitarra clásica al charango, interpreta obras del repertorio clásico y popular latinoamericano, y realiza adaptaciones de obras originales para vihuela, laúd, guitarra y violín. Es creador del hatun charango peruano.

## Obras
- Poemas de la luz para hatun charango.
- Metarangosofía para charango procesado y sintetizador asistido por ordenador Midi.
- Concierto para charango n° 1
- Tres Paisajes Andinos
- Concierto para hatun charango n° 2 "Alpamayo" (estrenado por la Orquesta Sinfónica Nacional del Perú, dirigida por Andy Icochea)

### Guitarra
- 10 Estudios
- Rimac mayu
- La maison du temps
- Sacsayhuaman «Homenaje a Abel Carlevaro»
- Latinoamericana
- Cuarteto n° 1 «Tropical»
- Cuarteto n° 2 «Ayarachy y Zapateo»
- Cuarteto n° 3 «Tocata y Fuga»

## Premios
- Premio Nacional de Composición del CNAM de Lima en 1995.
- Premio Southern Perú al talento musical en la rama de composición en 1997.